# キネマ倶楽部
キネマ倶楽部（キネマくらぶ）は、1980年代中盤から2000年代初めまで活動した日本のビデオソフト販売機構。東宝、日活、大映、国際放映の4社による共同出資で設立され、4社の旧作や未ソフト化作品を「日本映画傑作全集」と銘打ったシリーズで多数製作、販売した。

## 概要
日本映画の旧作において未ソフト化作品の普及を目的に、1987年1月に会員制のビデオソフト通信販売機構として発足した。当初は邦画旧作全体の作品提供を志向していたが、旧作の版権を持つ主要6社のうち東映と松竹の2社は「自社作品は自社で製作、販売する」という方針に則り参加せず、結局、東宝、日活、大映、そして新東宝作品の著作権を持つ国際放映の4社による共同機構として設立された。戦前戦後の諸作品を中心に多数の傑作を評論家の解説を付して販売し、リアルタイム世代を中心に多くの会員を獲得した。
発足当初は各社の目玉とも言える作品のリリースを行い、東宝の黒澤明監督作品、日活の石原裕次郎主演作品などが発売された。しかし、旧作邦画では大幅な収益が見込めない作品が大半であり、ビデオ1本が9600円と比較的高額であったこと（末期には6500円に価格改定された。機構発足当時はビデオソフトの発展期で、各社から発売されるビデオソフトは1万円以上するものが多かった。）、単品での販売を行わないという方針（初めてビデオを購入する際には5本以上纏めての購入が条件となっており、2回目以降は2本以上から購入可能となる）、加えて会員制のため欲しいソフトが少ない者には容易に購入できないシステムであったこと（ただし1996年4月以降は非会員の単品での購入が可能となった）などにより閉鎖性は否めなかった。しかし、各作品のそれまでの視聴困難さに加えて、販売した諸作品は当時可能な最高峰の技術を用いて原版の修復に努めた上で製作されたため、ソフト本体への評価は非常に高かった。
最盛期には1万人以上の会員を擁し、会報の発行や会員同士の上映会・親睦会・旅行などが行われるなど販売機構の枠を超えた躍進を遂げたが、ビデオソフトの低価格化が進み（前記の黒澤作品や裕次郎作品は、キネマ倶楽部で廃盤になった後に価格を下げて各製作会社本体から再発売された）、会員の高齢化による脱退や逝去による減少、前述のシステムにより若年層への浸透と会員獲得が困難だったこと、一定のソフトを製作し終えたこと、更にはDVDの台頭によるビデオ市場の後退などにより、2002年に新規ソフトの製作を停止し、活動を終了した。活動終了以前は個人向けの通信販売のみでレンタルを禁止していたが、活動終了に伴い在庫がレンタル解禁となり、一部ソフトがレンタルビデオ店に置かれるようになった。
ソフトは当初VHSとベータで供給されていたが、ベータ版は注文数の低下から1995年11月を以って販売終了となり、VHS版に一本化された。この際には、既に販売済みのベータソフトをVHSにダビング・交換するサービスが行われた。
著名人では山下達郎、大滝詠一、大西巨人、倉阪鬼一郎らはキネマ倶楽部の会員だった。
姉妹レーベルとして、洋画作品中心の「珠玉の洋画名作選」レーベル、娯楽映画中心の「宝島探検隊（日本の映画おもしろ文庫）」レーベルが存在した（こちらは東宝から発売された）。

## 主な作品
リリースされた作品はトーキー以降1960年代頃までの名作を中心としていた。分けても小津安二郎の松竹以外の作品を、生誕百周年で大きな話題となった2002年以前に販売したことや、同じく2005年に生誕百周年で話題となった成瀬巳喜男の諸作品を販売したことは高く評価されている。また国内にフィルムが存在しない内田吐夢の「土」など極めて視聴困難な作品もリリースされ、現在でもDVD化されていないものなど好事家によって高く取引されている場合がある。またDVD化された作品も、このときに施された修正作業を基にしているものが多い。

### 作品リスト
（一部、監督別順不同）
- 黒澤明 - 「酔いどれ天使」、「生きる」（すべて東宝）、「野良犬」（新東宝）など（これらはキネマ倶楽部で廃盤になった後、東宝ビデオから再発売された）
- 小津安二郎 - 「宗方姉妹」（新東宝）、「浮草」（大映）、「小早川家の秋」（東宝）
- 成瀬巳喜男 - 「妻よ薔薇のやうに」、「歌行燈」、「めし」、「浮雲」、「驟雨」、「乱れる」（すべて東宝）など
- 内田吐夢 - 「土」（日活）、「たそがれ酒場」（新東宝）など
- 寿々喜多呂九平 - 「鏡山競艶録」（大映）
- マキノ雅弘（正博） - 「鴛鴦歌合戦」（日活）、「次郎長三国志」シリーズ（東宝）など
- 千葉泰樹 - 「秀子の応援団長」、「へそくり社長」、「大番」シリーズ、「がめつい奴」（すべて東宝）など
- 山中貞雄 - 「人情紙風船」（東宝）
- 山本嘉次郎 - エノケン主演作品、「馬」、「ハワイ・マレー沖海戦」、「加藤隼戦闘隊」、「新馬鹿時代」（すべて東宝）など
- 豊田四郎 - 「小島の春」、「夫婦善哉」、「雪国」、「駅前旅館」、「濹東綺譚」（すべて東宝）など
- 川島雄三 - 「貸間あり」、「グラマ島の誘惑」、「箱根山」（すべて東宝）など
- 稲垣浩 - 「出世太閤記」（日活）、「無法松の一生」、「独眼龍正宗」（以上大映）、「佐々木小次郎」、「宮本武蔵」三部作、「嵐」（以上東宝）など
- 佐伯清 - 「沓掛時次郎」（日活）
- 谷口千吉 - 「銀嶺の果て」、「吹けよ春風」（以上東宝）、「ジャコ萬と鉄」、「暁の脱走」（以上新東宝）など
- 伏水修 - 「蘇州夜曲（支那の夜）」（東宝）
- 森一生 - 「決闘鍵屋の辻」（東宝）、「銭形平次」（大映）
- 伊藤大輔 - 「弁天小僧」（大映）
- 今井正 - 「青い山脈」（新東宝）、「また逢う日まで」（東宝）など
- 市川崑 - 「三百六十五夜」、「暁の追跡」、「ブンガワンソロ」、「恋人」（以上新東宝）、「結婚行進曲」、「プーサン」（以上東宝）など
- 松林宗恵 - 「ハワイの夜」「人間魚雷回天」（新東宝）、「ハワイ・ミッドウェイ大海空戦 太平洋の嵐」、「連合艦隊」（以上東宝）など
- 並木鏡太郎 - 「鞍馬天狗斬り込む」（東宝）などの鞍馬天狗シリーズ
- 久松静児 - 「警察日記」（日活）、「南の島に雪が降る」（1961年、東宝）
- 中川信夫 - エノケン主演作品（東宝）、「地獄」（新東宝）
- 本多猪四郎 - 「太平洋の鷲」、「さらばラバウル」（以上東宝）
- 杉江敏男 - 「密輸船」、「大学の若大将」、「ひばり・チエミ・いづみ 三人よれば」（すべて東宝）など
- 須川栄三 - 「野獣死すべし」、「君も出世ができる」（すべて東宝）
- 新藤兼人 - 「第五福竜丸」「濹東綺譚」（すべて近代映画協会）など

など